# Kumagai Morikazu

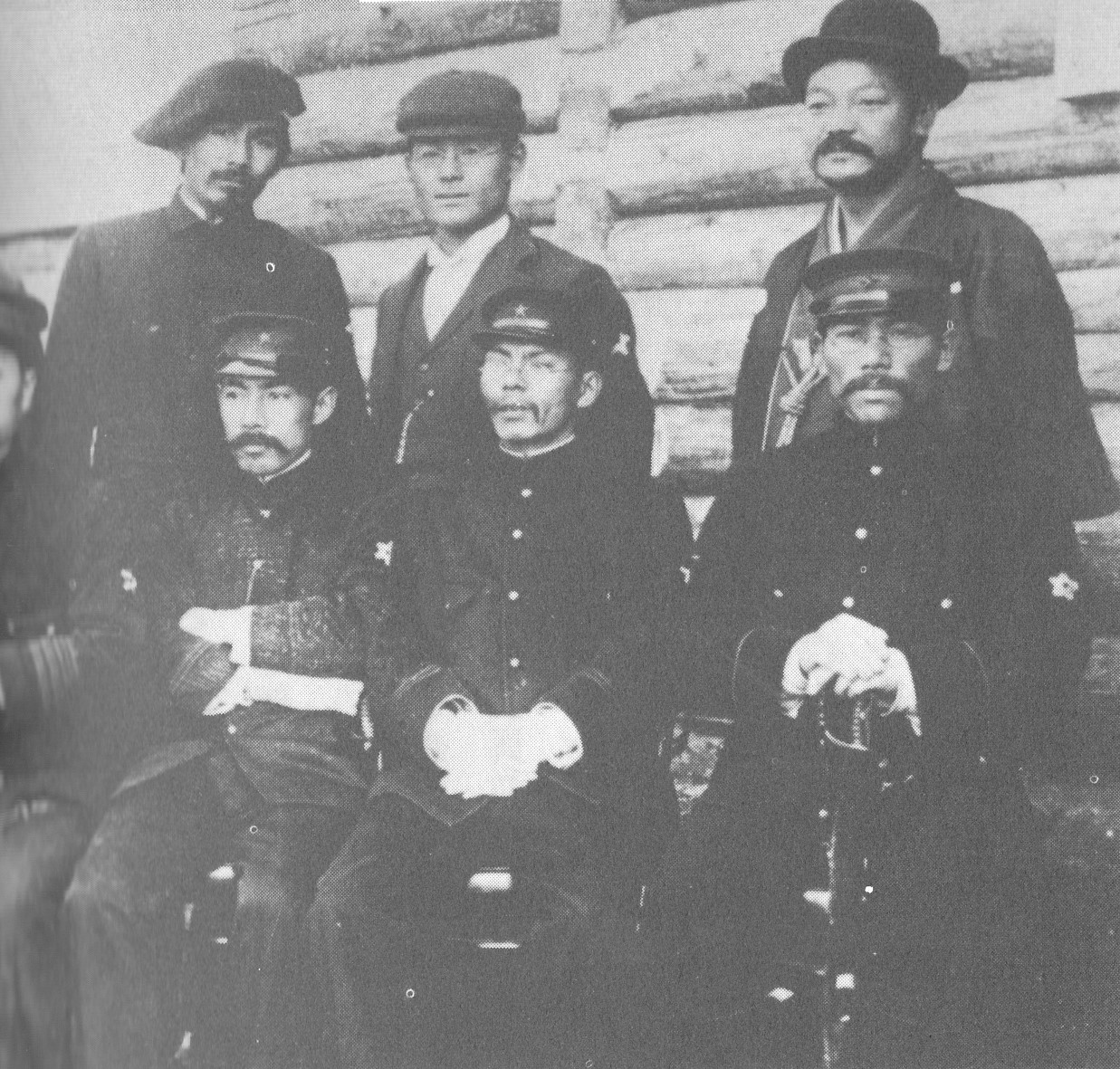
Kumagai auf der Sachalin-Reise, hintere Reihe links

Kumagai Morikazu (japanisch 熊谷 守一; 2. April 1880, geboren in Tsukechi, Präfektur Gifu – 1. August 1977 in Tokyo) war ein japanischer Maler der Yōga-Richtung.

## Leben
Morikazu war der dritte Sohn eines Seidenhändlers und des ersten Bürgermeisters der Stadt Gifu. Mit 17 Jahren ging er nach Tokyo um Maler zu werden. Dort besuchte er eine Kunstschule und lernte Malen im japanischen Stil (Nihonga). 1900 wechselte er an die Tōkyō bijutsu gakkō, der heutigen Geidai, wo er in der Abteilung für westliche Malerei von seinen Lehrern Nagahara Kōtarō und Kuroda Seiki Unterrichtet wurde. 1904 machte er seinen Abschluss.
1905 schloss sich Morikazu einer Forschergruppe des Landwirtschaftsministeriums an, die Sachalin zwei Jahre lang untersuchen sollte und sah auf diese Weise die Inselwelt, die er in Zeichnungen festhielt.
1916 wurde er in die Künstlervereinigung Nika-kai (二科会) aufgenommen. Bis 1942 stellte er dort jährlich Bilder aus. In dieser Zeit pflegte er freundschaftlichen Umgang mit Musikern wie Fukuya Tatsumi (Pianist), Kawakami Jun (Geiger), den Komponisten Nobutoki Kiyoshi und Yamada Kōsaku. 1922 heiratete er, inzwischen Anfang vierzig, Ōe Hideko.
1932 ließ sich Morikazu in Toyko, Bezirk Toyoshima nieder und blieb dort bis zum Lebensende. 1938 begann er wieder im Nihonga-Stil zu malen. Nach dem Zweiten Weltkrieg wurde er nicht wieder Mitglied der zeitweilig aufgelösten Nika-kai, sondern wurde Mitglied in der neugegründeten Dainiki-kai (第二紀会). Diese verließ er 1951 und wechselte zu der von Gotō Shintarō geleitetem Seikō-kai (清光会). Als sich nach Gotōs Tod 1954 die Dainiki-kai auflöste, schloss sich Morikazu keiner Künstlergesellschaft mehr an.
1967 wurde Morikazu in einer Galerie in Paris ausgestellt und fand dabei Beachtung. 1968 sollte er mit dem japanischen Kulturorden ausgezeichnet werden, lehnte diesen aber aus Bescheidenheit ab. Auch 1972 lehnte er einen weiteren Orden (勲三等, kunsantō) mit den Worten „für das Vaterland habe ich das eigentlich nicht getan“ ab.
1976 erlebte Morikazu noch, dass in seinem Geburtsort ein Museum für ihn eingerichtet werden sollte. Im folgenden Jahr verstarb er im Alter von 97 Jahren.

## Zum Werk
Morikazus Frühwerk ist gekennzeichnet durch gedämpfte Töne, Braun, Rot und Schwarz, so das Selbstbildnis als Abschlussarbeit 1904 an der Tōkyō bijutsu gakkō, oder das Selbstbildnis von 1909 mit dem Titel „Kerze“ (ローソク, Rōsoku). Ab 1918 etwa wird seine Palette farbiger, sein Malstil nähert sich dem Fauvismus. Bekanntestes Bild ist das seines früh verstorbenen Sohnes Yō auf dem Totenbett, „Der Tag, an dem Yō starb“ (陽の死んだ日, Yō no shinda hi), 1928. Auch ein Bild des Berges Fuji von 1937 gehört in diese Phase.
Ab 1938/39 beginnt Morikazu, die malerisch-farbigen Flächen mit passend einfarbigen Linien zu umranden. Sein Spätstil ist gekennzeichnet durch Bildaufbau mit farbig umrandete Flächen, die nun durchgehend einfarbig sind. So besteht das Ölbild „Hortensien“ (あじさい, Ajisai) von 1975 nur aus fünf blauen Kreisen vor grünen Flächenstücken auf braunem Grund. Seine Bilder dieser Art mögen auf den ersten Blick naiv erscheinen, aber man sieht ihnen doch die ordnende Hand an. 
Der Großteil der Werke ist in Öl ausgeführt, aber Morikazu malte auch eine Reihe von Aquarellen mit Ameisen, Fröschen, Libellen, Schnecken.